# Bertrana nancho
Bertrana nancho är en spindelart som beskrevs av Levi 1989. Bertrana nancho ingår i släktet Bertrana och familjen hjulspindlar.
Artens utbredningsområde är Peru. Inga underarter finns listade.